# Aeródromo Palo Alto
El Aeródromo Palo Alto (OACI: SCAO) es un terminal aéreo ubicado junto al caserío de Lolol, Provincia de Colchagua, Región del Libertador General Bernardo O'Higgins, Chile. Es de propiedad privada.